# Pave Gagrić
Pave Gagrić, hrvatski politički emigrant, poznat po atentatu na generala JNA
Novinaru Dinku Dediću pričao je kako je izveo atentat. Krajem četrdesetih godina saznao je da u Zagrebu boravi jedan vrlo zloglasni general JNA.[Koji?] Odlučio ga je likvidirati. Gagrić je došao u kontakt s osobom inforiranom s kretanjem tog generala u Zagrebu. Zatim se Gagrić se ilegalno vratio u Jugoslaviju te pronašao vozača tog zloglasnog generala JNA. S vozačem je dogovorio zasjedu. Gagrić je na mjestu zasjede tobože stopirao. Na mjestu autostopiranja namjeravao ga je ubiti. Mjesto akcije bilo je negdje na putu između Zagreba i Karlovca. Zaustavio je auto, izvadio revolver, ubio generala, tijelo mu bacio negdje u grmlje, s vozačem se odvezao do Rijeke, vozača pustio van. Gagrić se odvezao autom do pogranične rampe kod Trsta. Nije čekao graničare, probio je rampu na graničnom prijelazu i pobjegao u Italiju do logora Fermo te predao auto kao ratni plijen.